# Plethodon stormi
Plethodon stormi — вид хвостатих амфібій родини Безлегеневі саламандри (Plethodontidae).

## Поширення
Вид є ендеміком США. Поширений лише у горах Сіскію, що знаходяться на півночі штату Каліфорнія та на півдні Орегону. Ареал приурочений до басейну річки Кламат. Зустрічається у помірних лісах та серед скель.